# Sciurocheirus cameronensis
Sciurocheirus cameronensis — вид лоріподібних приматів родини Галагові (Galagidae).

## Поширення
Вид поширений на північному заході Камеруну та південному заході Нігерії. Його природним середовищем проживання є субтропічні або тропічні сухі ліси.

## Опис
Довжина тіла в середньому становить 17 см, довжина хвоста - 25 см. Населяє вічнозелені тропічні дощові ліси. У раціоні переважно опалі фрукти, також їсть членистоногих.